# Bernadeta Hordejuk
Bernadeta Justyna Hordejuk z domu Wardowska (ur. 30 listopada 1964 w Iławie) – polska urzędniczka samorządowa, od 2018 do 2024 przewodnicząca sejmiku warmińsko-mazurskiego.

## Życiorys
Ukończyła Liceum Ogólnokształcące im. Stefana Żeromskiego w Iławie. Absolwentka Akademii Rolniczej w Szczecinie z 1988, później kształciła się w zakresie samorządu terytorialnego na Uniwersytecie Warszawskim. Studiowała również m.in. organizację i zarządzanie sportem. Od 1989 pracowała w Miejskim Przedsiębiorstwie Turystycznym w Iławie, a także w urzędzie miejskim. Później zajmowała stanowisko dyrektora Iławskiego Centrum Kultury oraz Iławskiego Centrum Sportu, Turystyki i Rekreacji. W latach 2006–2008 pełniła funkcję sekretarza miasta Iławy, następnie do 2011 była zastępczynią burmistrza Iławy. W 2011 została zatrudniona w Starostwie Powiatowym w Iławie. W 2014 bezskutecznie kandydowała do Parlamentu Europejskiego, a w 2019 ubiegała się o mandat poselski.
W 2006 wybrana na radną powiatu iławskiego. W 2010, 2014, 2018 i 2024 z rekomendacji Platformy Obywatelskiej uzyskiwała mandat radnej sejmiku warmińsko-mazurskiego. W listopadzie 2018 została nową przewodniczącą tego gremium. Sejmikiem kierowała do końca kadencji w 2024. W 2025 opuściła PO i klub radnych Koalicji Obywatelskiej, a następnie weszła w skład nowo powołanego klubu Demokraci WM.
W 2024 została członkinią rady nadzorczej Szpitala w Ostródzie S.A., a w 2025 p.o. prezesa tej spółki.